# Piper trigonum
Piper trigonum är en pepparväxtart som beskrevs av C. Dc.. Piper trigonum ingår i släktet Piper och familjen pepparväxter. Inga underarter finns listade i Catalogue of Life.